# Koshksarāy
Koshksarāy (persiska: كوشگ سَرای, كَشك سَرَی, کشک سرای, كوشك سَرای, Koshk Sarāy, كُغك سَرای, كُشك سَرای, کشکسرای) är en ort i Iran.   Den ligger i provinsen Östazarbaijan, i den nordvästra delen av landet, 600 km nordväst om huvudstaden Teheran. Koshksarāy ligger 1 154 meter över havet och antalet invånare är 7 439.
Terrängen runt Koshksarāy är platt åt nordväst, men åt sydost är den kuperad. Terrängen runt Koshksarāy sluttar norrut.Runt Koshksarāy är det ganska tätbefolkat, med 70 invånare per kvadratkilometer. Närmaste större samhälle är Marand, 18,3 km öster om Koshksarāy. Trakten runt Koshksarāy består till största delen av jordbruksmark.